# Charles-André van Loo
Carle o Charles-André van Loo (Niça, 15 de febrer de 1705 - París, 15 de juliol de 1765) va ser un pintor francès, germà menor Jean-Baptiste van Loo. Va abastar diversos temes en les seves pintures: religió, història, mitologia, retrats i al·legories, entre d'altres.

## Biografia
Va néixer a Niça. Van Loo va seguir el seu germà Jean-Baptiste a Torí, i després a Roma, el 1712, on va estudiar sota les ordres de Benedetto Luti i l'escultor Pierre Legros. Després d'abandonar Itàlia el 1723, va treballar a París, i va rebre de reconeixement com a pintor històric el 1727 –igual que el seu futur rival François Boucher–. El 1727 va tornar a Torí, on va treballar per a Víctor Amadeu II de Savoia, per a qui va realitzar diverses il·lustracions de Torquato Tasso. El 1734 es va traslladar novament a París i el 1735 es va convertir en membre de l'Académie Royale de Peinture et de Sculpture, aconseguint ràpidament un bon càrrec dins l'acadèmia. Va ser integrat a l'Orde de Sant Miquel i nomenat primer pintor del rei Lluís XV de França el 1762. Va morir a París el 15 de juliol de 1765.